# أتيلا يلدرم
أتيلا يلدرم (بالهولندية: Attila Yıldırım؛ بالتركية: Attila Yıldırım) هو لاعب كرة قدم هولندي وتركي في مركز الهجوم، ولد في 22 نوفمبر 1990 في باد مرغنتهايم في ألمانيا. لعب مع بوجاسبور وشانلي أورفا سبور وقونيا سبور ومعمورة العزيز سبور ونادي أوترخت ونادي قاسم باشا.

## وصلات خارجية
- أتيلا يلدرم على موقع اتحاد تركيا (لاعب) (الإنجليزية)
- أتيلا يلدرم على موقع قاعدة بيانات كرة القدم.إي يو (الإنجليزية)
- أتيلا يلدرم على موقع Soccerway.com (الإنجليزية)
- أتيلا يلدرم على موقع عالم كرة القدم.نت (الإنجليزية)